# 7499 Л'Аквіла
7499 Л'А́квіла (7499 L'Aquila) — астероїд головного поясу, відкритий 24 липня 1996 року.
Тіссеранів параметр щодо Юпітера — 3,170.